# 引田 (東かがわ市)
引田（ひけた）は香川県東かがわ市の地名。旧大川郡引田町大字引田。播磨灘に面する港町で、醤油醸造で栄えていた時代の古い町並みとともに、世界で初めてハマチの養殖に成功した地としても知られる。郵便番号は769-2901（白鳥郵便局管区）。

## 概要
平安時代より半島（城山）によって風が遮られる天然の良港「風待ちの港」として開かれた。中世は引田城が築かれて商業が発展してその港町は日用品や米穀の集散地として賑わい、安土桃山時代に始まった醤油醸造は江戸時代後期になって廻船問屋や豪商も現れるほど隆盛した。現在も港は地方港湾の指定を受け、また江戸時代から明治時代にかけての入り組んだ路地や古建築が多く現存して、近代以前の漁師町の風情をとどめている。
旧大川郡引田町。町村合併にて引田村、相生村、小海村が統合され引田町となるが平成の町村合併により現在は香川県東かがわ市引田となった。
豊臣秀吉の時代に築城されたと言われる引田城（現在は城跡）讃岐国に存在した3城→現高松市＝玉藻城、丸亀市＝丸亀城、
そしてここ引田に引田城があった。現在も城山でその名残の石組みを見ることができる。
地区名
寺町、中ノ町、久太郎町、木場、大明神一丁目～七丁目、馬宿

## 名所・旧跡・施設
- 誉田八幡宮 - 旧郷社。引田の氏神
- 御幸橋 - 小海川と古川に架かる

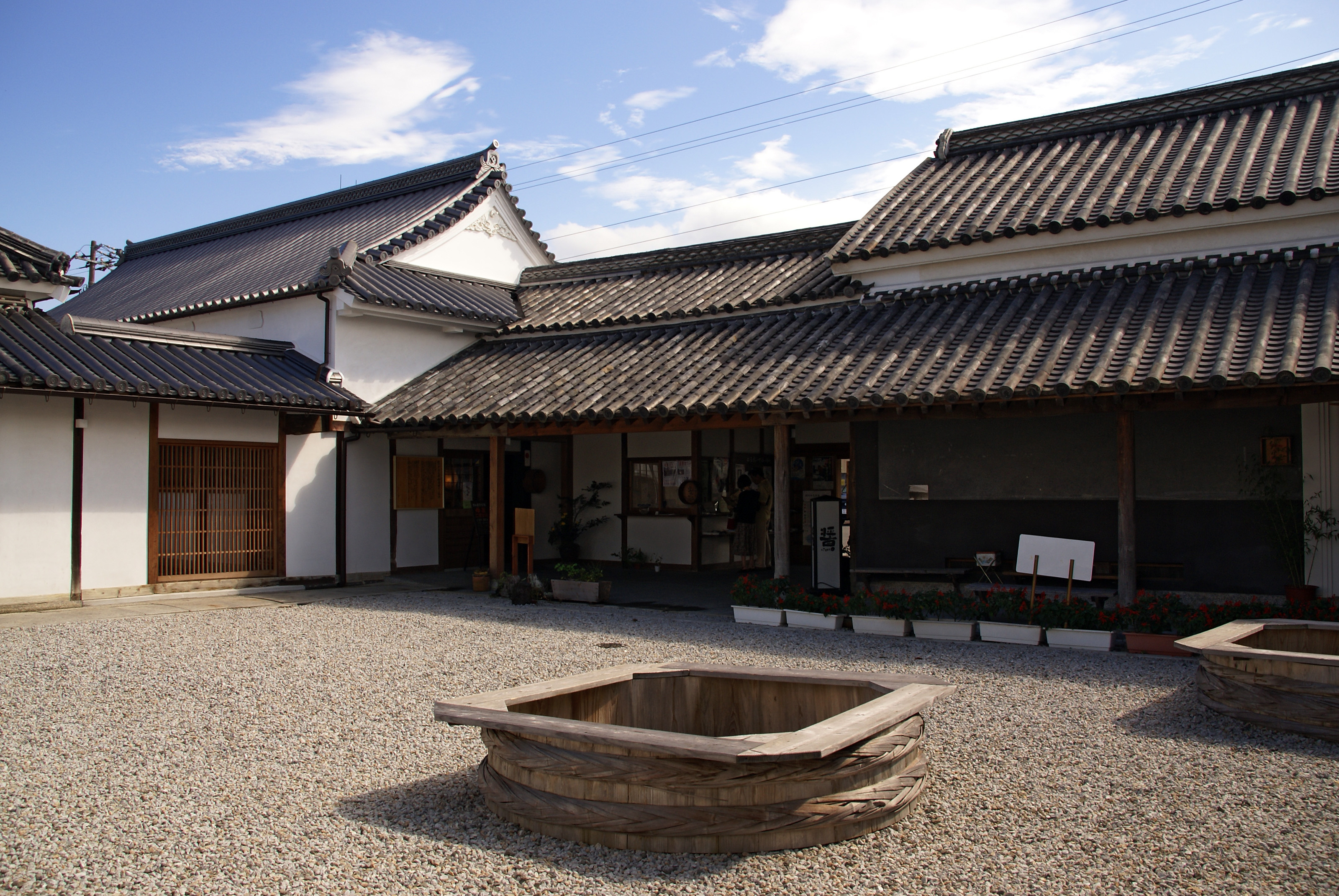
佐野家住宅（讃州井筒屋敷）

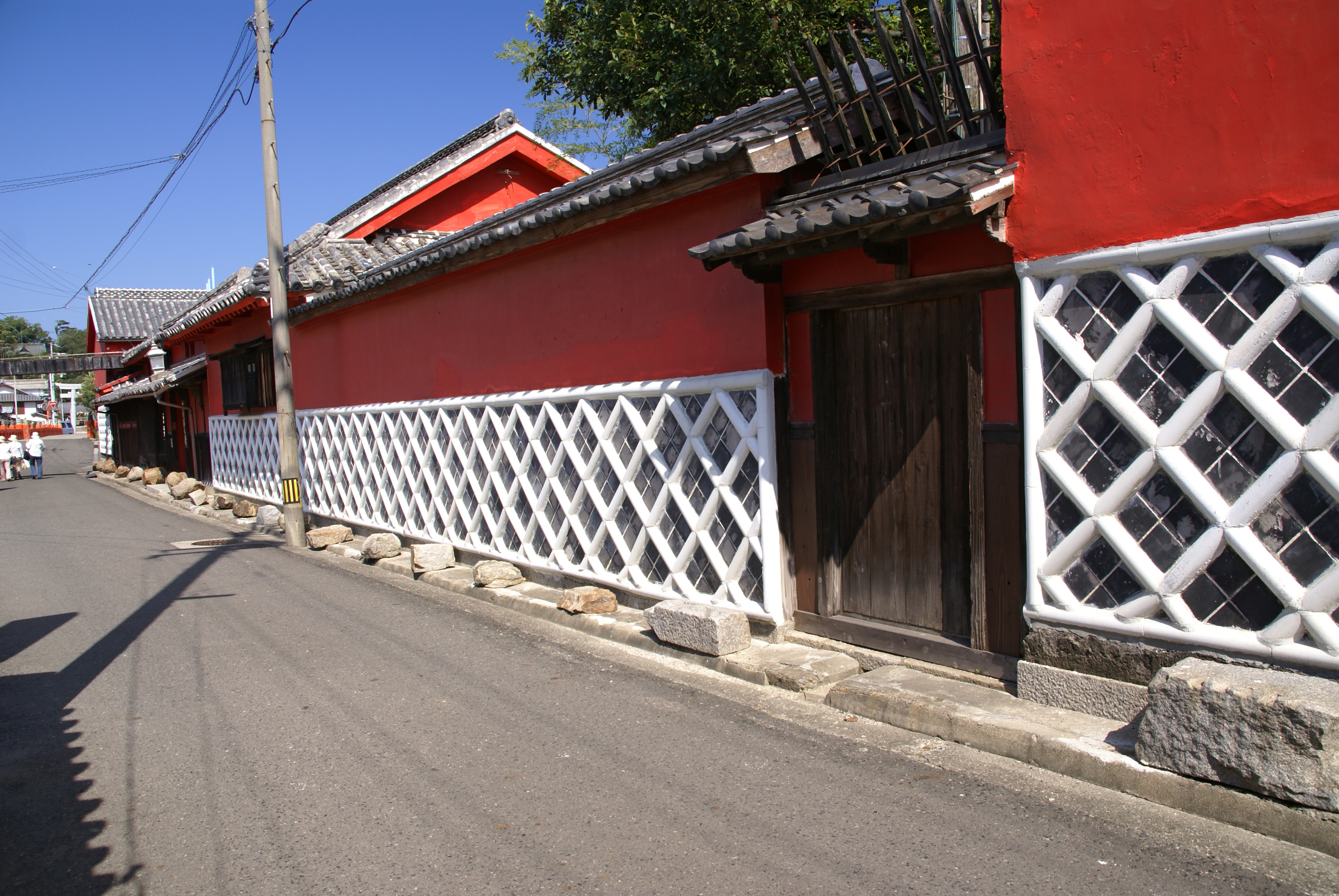
ベンガラになまこ壁のかめびし屋

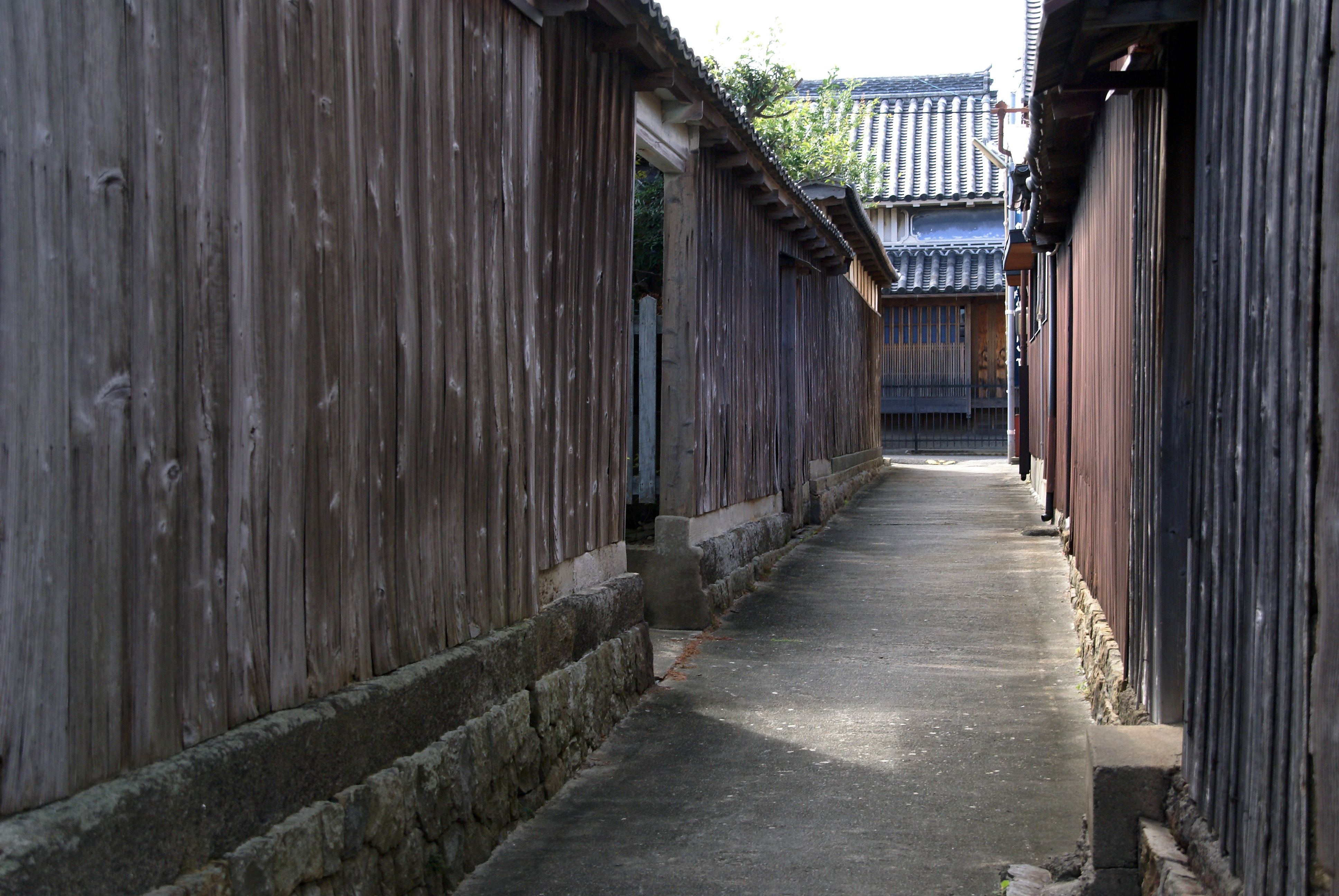
路地

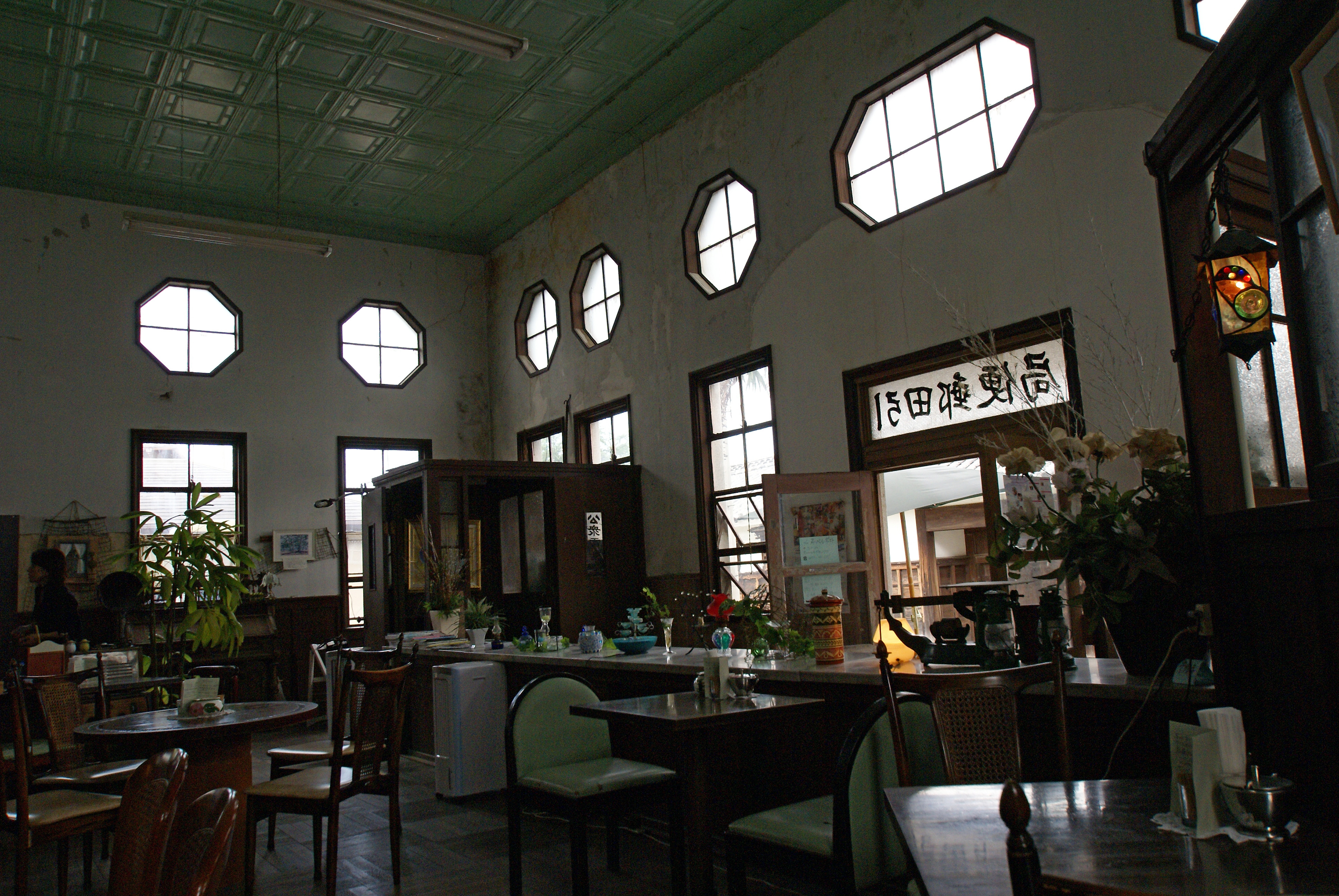
旧引田郵便局

- 佐野家住宅（讃州井筒屋敷） - 江戸時代の商家（酒・醤油業）建築。当屋敷と引田の町並みが四国八十八景84番に選ばれている。
- 日下家住宅 - 旧大庄屋屋敷。長屋門と主屋
- 岡田家住宅 - 国の登録有形文化財18棟。江戸時代から続く「むしろ麹製法」による醤油が有名な醤油業を「かめびし屋」の屋号で営む。
  - かめびし屋うどん店 - 讃岐うどん店
- 松村家住宅 - 商家（旧漢方薬店）
- 泉家住宅 - 商家（旧海産物店）
- 讃州笠屋邸 - 旧酒蔵
- 長崎家住宅 - 江戸時代後期から廻船業を営み、明治初期から醤油業を営む長崎家の昭和55年まで使われていた屋敷
- 旧引田郵便局 - 風の港館、カフェ・ヌーベル・ポスト
- 街かどギャラリー「遊遊」 - 長崎家の旧醤油蔵を活用した施設
- 山本家住宅 - 山本醤油醸造元。蔵と麹室は重要有形民俗文化財に指定されて四国村に移築
- 煙突広場 - 焼酎醸造の煙突を保存
- 千足ダム - 桜の名所
- 引田城址 - 讃岐国で屋島城に次ぐ古城。四宮左近の居城
- 水谷屋旅館（休業中）
- ばいこう堂本店 - 和三盆糖店
- 三谷製糖羽根さぬき本舗
- 馬宿蒸溜所

## 行事
- 引田ひなまつり - 2月下旬より3月3日まで市街地で開催。讃州井筒屋敷を中心に今も古い町並みを形成している。開催期間中には各家に古くから伝わる「雛人形」の飾りつけを行い、宵雛＝前夜のライトアップも楽しむことが出来る。東かがわ市の数あるイベントの中でも、県外からも認知された文化的イベントに育っている。

## ゆかりの有名人
- 久米通賢
- 笠置シヅ子
- 南原繁 - 東京大学総長
- 野網和三郎 - ハマチ養殖発祥の第一人者
- 瀬戸内寂聴-　尼僧、小説家。父が旧引田町黒羽出身。両親の墓地が地区内の寺にある。

## 交通
- 高徳線 引田駅 徒歩10分
- 高速バス 引田バス停 徒歩25分

自家用車の場合、高松から一般道を利用し1時間高速道路を利用する場合は約30分程度。高松市、徳島市のほぼ中間地点に位置するためほぼ同等の所要時間となる。
街並みを歩くには井筒屋敷の駐車場を利用すると便利。「ひなまつり」には引田小学校の運動場を無料開放している。